# Signature Rock
Pour les articles homonymes, voir Signature (homonymie).
Signature Rock est un rocher de 4,5 mètres par 6 environ (15 pieds par 20) situé aux États-Unis d'Amérique entre les villes de Cowley et de Byron, dans le comté de Big Horn, au nord de la rivière Shoshone dans l'État du Wyoming.
Ce lieu protégé a un intérêt historique particulier : les pionniers qui suivaient la Piste de Bridger (voie découverte par l'aventurier Jim Bridger, qui préfigure la Piste de l'Oregon) ont pris l'habitude de graver sur la pierre leur nom et parfois la date de leur passage. Plus de 600 noms y sont inscrits, les plus anciens datent de 1858.